# Vostok 2

Vostok 2 (russo:Восток-2 - Leste 2 ou Oriente 2) foi a segunda missão do Programa Vostok, o primeiro projeto tripulado do programa espacial soviético, realizado entre  6 e 7 de agosto de 1961. O cosmonauta foi Gherman Titov, o segundo homem no espaço, que passou um dia inteiro em órbita, para estudos da falta de gravidade prolongada sobre o corpo humano.
Titov realizou 17 órbitas em torno da Terra, excedendo completamente a única órbita de Yuri Gagarin, no voo anterior. O tempo que passou no espaço e o número de órbitas realizadas, estabeleceu um recorde que só seria superado em 1963 pelo astronauta Gordon Cooper, na missão Faith 7, última do programa espacial norte-americano Mercury.
Informações sobre as frequências de rádio a serem usadas pela Vostok 2 foram tornadas públicas antes da missão, de maneira a que as comunicações e os sinais de telemetria da nave pudessem ser seguidos, dissipando as suspeitas ocidentais de que os voos espaciais soviéticos poderiam estar sendo falsificados.
O voo foi um sucesso quase completo, marcado apenas por um problema num aquecedor que, inadvertidamente, tinha sido desligado antes da decolagem e que permitiu que a temperatura no interior da cápsula caísse para 10 °C, um surto de doença do espaço sentida por Titov e uma reentrada turbulenta, com a não separação completa do módulo de serviço do módulo de comando da Vostok 2.
Ao contrário de Gagarin no voo anterior, todo automático, Titov assumiu por alguns instantes o controle manual da nave. Outra mudança, foi que a URSS anunciou que o cosmonauta havia descido de pára-quedas, depois de ejetado da cápsula na atmosfera, o que Titov em entrevistas justificou como um teste para um pouso alternativo. O mundo então ainda desconhecia que todos os pousos das Vostok eram assim. Na missão pioneira anterior, as autoridades russas sustentaram que Gagarin desceu junto com a Vostok 1, de maneira a conseguirem a homologação do voo espacial junto à Fédération Aéronautique Internationale, cujas regras da época exigiam que o cosmonauta descesse até o solo dentro da espaçonave.
Também ao contrário da Vostok 1, preservada num museu na Rússia até hoje, não há resquícios da Vostok 2, que foi destruída para uso no desenvolvimento das naves Voskhod, o programa espacial posterior.
Até hoje, Gherman Titov é a mais jovem pessoa a ter ido ao espaço, contando com 26 anos quando realizou seu voo.

## Tripulação
| Posição | Cosmonauta    |
| ------- | ------------- |
| Piloto  | Gherman Titov |

## Parâmetros da missão
- Massa: 4,731 kg
- Perigeu: 183 km
- Apogeu: 244 km
- Inclinação: 64.93°
- Período orbital: 88.46 min

## Missão
A Vostok 2 foi lançada do Cosmódromo de Baikonur na manhã (06:00 UTC - 09:00 Moscou) de 6 de agosto de 1961, levando a bordo o cosmonauta Gherman Titov, oficial da Força Aérea Soviética. Yuri Levitan, um famoso locutor de rádio soviético, responsável pela anúncio dos grandes acontecimentos ao país desde a II Guerra Mundial, interrompeu a programação da Rádio Moscou para anunciar ao mundo o início da missão.
Titov tomou os controles manuais de altitude da espaçonave por alguns instantes na primeira órbita, enquanto cruzava sobre a África, e novamente na última órbita, com os comandos sendo reportados como em funcionamento normal. Durante sua passagem pela União Soviética, na primeira órbita, ele trocou mensagens de cumprimentos com Nikita Krushev em terra, como Gagarin havia feito anteriormente. Ele, entretanto, foi a primeira vítima da doença do espaço, síndrome até então desconhecida, que afeta pessoas na falta de gravidade, sendo vítima de náuseas que causaram vômitos quando ele tentou comer num dos seus horários programados de alimentação. Em Challenge to Apollo é dito que pesquisadores já haviam previsto esta condição por vários anos, de acordo com pesquisas no ouvido interno.
Apesar disso, ele manteve-se tranquilo e as câmeras a bordo da nave transmitiram  as imagens de um Titov sorridente enquanto ele cruzava o espaço sobre o território da URSS, durante a quinta órbita. Titov dormiu durante a sétima órbita e acordou apenas 8 horas e 37 minutos depois, um tempo maior que o previsto nos planos de voo. O sono entretanto não melhorou seu desconforto com as náuseas e ele continuou passando mal após acordar. Seu estado, porém, melhorou subitamente após doze órbitas, e ele transmitiu estar sentindo-se "completamente funcional e saudável".:293-294

### Reentrada e pouso
Assim como na Vostok 1, durante a reentrada os dois módulos da espaçonave falharam em se separar após os comandos enviados, e a descida começou com os dois ainda acoplados. Os dois módulos conjugados permaneceram presos, enquanto a nave girava violentamente, soltando-se apenas quando o calor da fricção da força gravitacional e da aerodinâmica queimou os fios que os prendiam. Titov ejetou-se na altura planejada e pousou de pára-quedas às 07:18 (UTC) de 7 de agosto, perto de Krasny Kut, na província de Saratov.

## Memorial
O local do pouso da Vostok 2 fica nas coordenadas 50° 51' N 47° 01' 30" E, 11,5 km ao sul de Krasny Kut, Saratov, na Federação Russa. No local há dois monumentos dedicados à missão Vostok 2. O maior deles, com nove metros de altura, é uma escultura de pedra pintada de prata, que lembra a asa de um pássaro apontada para o céu. No centro dela há uma série de aberturas circulares, uma sobre a outra, que se assemelham a uma linha de penas.
Do lado direito desse monumento, há um bloco de pedra também prateado, com 2 m de altura. Na face externa de bordas recurvadas, há um retrato esculpido de Titov, usando capacete, enquanto na outra face há um texto comemorativo sobre a missão, pintado em vermelho.
Em 1964, a cápsula de reentrada da Vostok 2 foi usada como lastro de peso num teste de um novo sistema de pára-quedas criado para os novos protótipos das naves Voskhod. O protótipo falhou no teste, destruindo a espaçonave em minúsculos pedaços e nada mais resta dela hoje.:117